# كأس شمال مقدونيا 1999–2000
كأس شمال مقدونيا 1999–2000 هو موسم من كأس مقدونيا. كان عدد الأندية المشاركة فيه 32، وفاز فيه نادي سلوغا يوغوماغنات.